# Łańcuch wartości

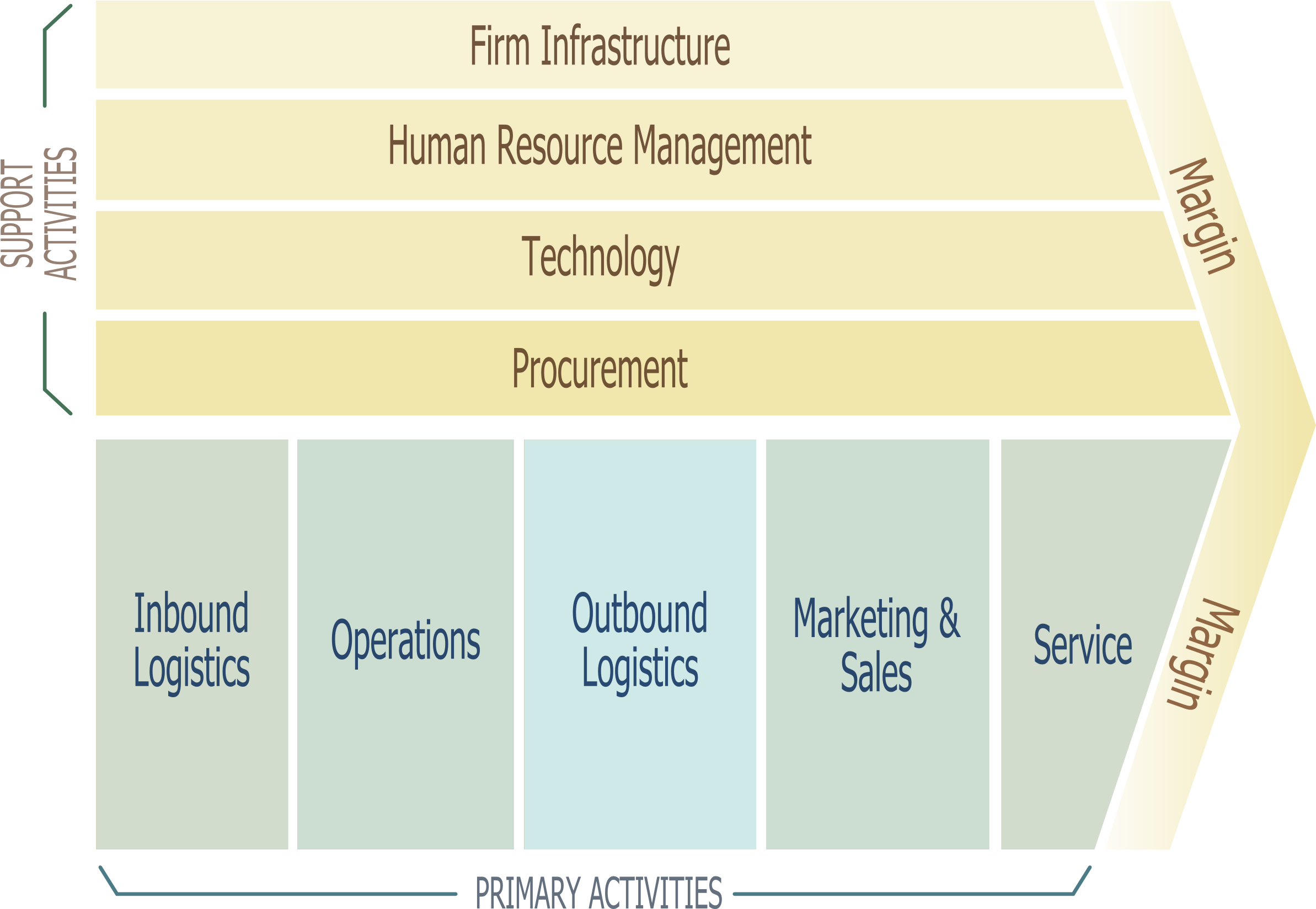
Łańcuch wartości Portera

Łańcuch wartości (ang. value chain) – sekwencja działań podejmowanych przez firmę, aby opracować, wytworzyć, sprzedać i dostarczyć produkt, a następnie świadczyć usługi posprzedażowe.

## Opis
Zagadnienie łańcucha wartości podejmowali różni badacze, jednak najbardziej znaną koncepcję łańcucha wartości opracował Michael E. Porter. Łańcuch wartości w jego ujęciu to sekwencyjne przedstawienie elementarnych zbiorów funkcji realizowanych w przedsiębiorstwie (od R&D, przez produkcję, po sprzedaż i serwis gwarancyjny). Każde ogniwo generuje dodatkową wartość. Celem jest stworzenie wartości dla nabywcy przy założeniu, że wartość ma przewyższyć poniesione koszty. Założeniem podstawowym modelu łańcucha wartości jest podział działalności przedsiębiorstwa na strategicznie istotne czynności (zbiory funkcji), aby móc określić miejsca powstawania kosztów i zysków oraz potencjalne źródła przewag konkurencyjnych.
Kombinacja ogniw łańcucha wartości ewoluuje w czasie i nie jest, mierząc konkurencyjnością przedsiębiorstw, jednakowa w różnych sektorach. Organizacje starają się koncentrować swoje działania na tych elementach, w których występowały największe niedobory, niepewność, a których kontrola przynosiła największe zyski. Jest to układ dynamiczny, gdzie zmiany powodowane są przykładowo: przez koncentrację sektora, wprowadzenie nowych regulacji, przełomowe technologie, pojawienie się substytutów, nowe standardy zarządzania.
Może mieć różne konfiguracje w zależności od specyfiki działalności przedsiębiorstwa:
- Konfiguracja skoncentrowana (większość w jednym bądź kilku krajach) – korzyści skali i kontroli;
- Konfiguracja równoległa (powielanie tych samych ogniw na terenie kilku krajów) – korzyść produkcji w pobliżu rynku zbytu;
- Konfiguracja rozproszona (poszczególne ogniwa w różnych krajach) – zwiększanie wartości przynoszonej przez każde z ogniw.

Sposoby zarządzania łańcuchem wartości opisują za pomocą trzech podstawowych modeli:
1. Model operatora polega na koncentracji na jednym wybranym aspekcie łańcucha wartości. Firma może być „operatorem badawczym”, „operatorem produkcyjnym”, „operatorem dystrybucyjnym”, „operatorem marketingowym”. Taka strategia jest najbardziej użyteczna dla małych firm.
2. Model integratora oparty jest na włączaniu kolejnych ogniw łańcucha wartości, w celu osiągania coraz większych zysków i coraz większej przewagi konkurencyjnej. Kluczem do sukcesu są: skala produkcji, jako główny mechanizm obniżania kosztów, powtarzalność produkcji i jej standaryzacja, maksymalizacja udziału w rynku, możliwości dywersyfikacji, przechwytywanie marż handlowych.
3. Model dyrygenta oparty jest na aliansach i filozofii outsourcingu. Oznacza on taką konfigurację łańcucha wartości przedsiębiorstwa, która zamiast integrować, koordynować i kontrolować wszystkie działania decyduje się na wyrzucenie tych aktywności na zewnątrz do dostawców, kooperantów, a nawet klientów.